# Casa de Edward Bellamy

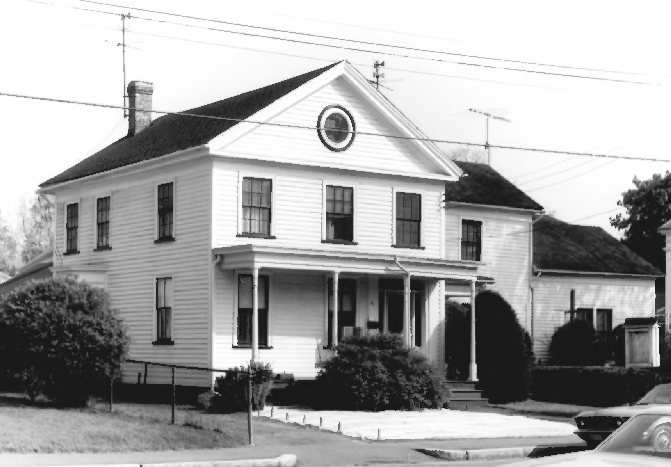
Casa de Edward Bellamy hacia 1971

La casa de Edward Bellamy es un Hito Histórico Nacional de los Estados Unidos y está ubicada en el 91-93 de la calle Church en Chicopee Falls, Massachusetts.
La casa fue construida en 1852 y fue hogar del periodista y escritor Edward Bellamy. Fue incluida en el Registro Nacional de Lugares Históricos de los Estados Unidos y designada Hito Histórico Nacional en 1971.